# Јамелн
Јамелн (њем. Jameln) општина је у њемачкој савезној држави Доња Саксонија. Једно је од 27 општинских средишта округа Лихов-Даненберг. Према процјени из 2010. у општини је живјело 1.090 становника. Посједује регионалну шифру (AGS) 3354011.

## Географски и демографски подаци
Јамелн се налази у савезној држави Доња Саксонија у округу Лихов-Даненберг. Општина се налази на надморској висини од 19 метара. Површина општине износи 35,8 km². У самом мјесту је, према процјени из 2010. године, живјело 1.090 становника. Просјечна густина становништва износи 30 становника/km².